# Wappen Madeiras

Wappen Madeiras

Das Wappen der autonomen Region Madeira zeigt im blauen Schild einen goldenen Pfahl und in dessen Mitte ein mit einem weißen gemeinen Kreuz belegtes rotes Prankenkreuz (Kreuz des Christusordens).
Schildhalter sind zwei Seehunde. Über dem Wappen  befinden sich blau-goldene Helmdecken und ein genauso gefärbter Crest mit einer goldenen Armillarsphäre.
Unter dem Wappenschild ist ein weißes Band mit der Devise in schwarzen Majuskeln „DAS ILHAS AS MAIS BELAS E LIVRES“ („Von allen Inseln die schönste und freieste“).

## Symbolik
Die blaue Farbe steht für die Insellage Madeiras, die gelbe bzw. goldene Farbe für das milde Klima und für die Areale der Insel, denen sie ihren Reichtum zu verdanken hat. Das Kreuz des Christusordens spielt auf die Tatsache an, dass die Insel von zwei Mitgliedern dieses militärischen Ordens entdeckt wurde, die dem Hof des Infanten Heinrich des Seefahrers angehörten: João Gonçalves Zarco und Tristão Vaz Teixeira. Es symbolisiert damit die Verbindung zu Portugal.